# Pájaros (Colombia)
Se denomina Pájaros a un grupo armado ilegal que existió durante los años de La Violencia conformado por campesinos y habitantes de afiliación conservadora, procedentes de pueblos con dicha filiación, principalmente en el Valle del Cauca y sobre todo en Tuluá, siendo un escuadrón de la muerte similar a Los Chulavitas, facción parapolicial conservadora que operaba en el altiplano cundiboyacense. El objetivo de los "pájaros", nombre dado en 1950 tras el ascenso de Laureano Gómez a la presidencia y con el poder definitivamente conservador, era asesinar e intimidar a los residentes y campesinos de filiación liberal opositores a los gobiernos de Mariano Ospina Pérez y Laureano Gómez. Los pájaros eran pagados con buenas sumas de dinero por varios de los altos mandos conservadores.

## Etimología
El término "pájaros vuelan" se le daba a dichos sicarios por su comportamiento furtivo; ya que asesinaban y huían rápidamente o "volando en agua", de ahí la terminología de "pájaro".

## Experiencia como asesinos a sueldo
La mayoría de los "pájaros" al principio eran hombres pertenecientes a la clase alta del partido en los pueblos vallecaucanos, pero muchos eran trabajadores como chóferes, carniceros, tenderos, cantineros, sastres, policías e incluso empleados de la alcaldía o juzgado municipal.

## Objetivos y filosofía
Al igual que Los Chulavitas, su filosofía política radicaba en un estado fuerte y centralista, basado en los principios de autoritarismo, militarismo y nacionalismo, y cercano a la iglesia católica, por lo cual manifestaban principios clericales. Su objetivo era asesinar a toda persona, ya fuera campesino o habitante de ciudad liberal, y disponer de sus propiedades, las cuales eran expropiadas por los grandes oligarcas conservadores o dadas a los asesinos como pago adicional. Pero, debido a su aguerrido conservadurismo, iniciaron una persecución contra toda persona partidaria de una ideología distinta a la conservadora, como liberales, comunistas, ateos y masones, lo que los llevó a ser responsables de varias masacres. Durante La Violencia, "pájaros" y "chulavitas" se disputaron el poder local del Valle del Cauca hasta su desaparición.

## Apoyos
"Pájaros vuelan" fueron un grupo paramilitar y parapolicial que aunque no recibió apoyo directo de los gobiernos de turno, estos sí tuvieron conocimiento de los crímenes cometidos por los "pájaros". Aunque estos eran juzgados en los tribunales municipales, los "pájaros" contaron con buenos abogados y con manipulaciones que los dejaban libres para seguir cometiendo sus crímenes con total impunidad. En lo que se sabría posteriormente, el famoso "pájaro" León María Lozano gozó siempre de absoluta impunidad, aun bajo el apoyo del entonces presidente Gustavo Rojas Pinilla, quien previamente había propiciado el derrocamiento del titular Laureano Gómez.

## Fin de los "Pájaros"
Aunque se dice que los "pájaros" desaparecen con la caída de Rojas Pinilla y el ascenso del Frente Nacional, estos desaparecen en una fecha desconocida; aunque popularmente se vislumbra el fin de estos tras los inicios del Frente Nacional, el cual contempló "el fin" de la violencia entre ambos partidos y el nuevo conflicto sería entre el Estado y las guerrillas comunistas o de izquierda.

## En la cultura popular
- El cóndor León María Lozano es llevado a la literatura por Gustavo Álvarez Gardeazábal en su libro Cóndores no entierran todos los días el cual es llevado al cine por el director Francisco Norden.
- En la película Carne de tu carne son brevemente mencionados aunque se muestra una masacre de una familia de campesinos al inicio de la película.